# San Fernando Club Deportivo
Il San Fernando Club Deportivo è una società calcistica con sede presso San Fernando, in Andalusia, in Spagna. 
Gioca nella Segunda Federación, la quarta serie del campionato spagnolo.

## Storia
Il club fu fondato nel giugno del 2009 quando lo storico club della città, il Club Deportivo San Fernando, che giocò per una decina di anni in Segunda División, fallì in seguito a gravi inadempienze finanziarie. Il nuovo club prese il nome di San Fernando Club Deportivo, e partì dalla Prima Divisione andalusa.

## Tornei nazionali
- 1ª División: 0 stagioni
- 2ª División: 0 stagioni
- 2ª División B: 1 stagioni
- 3ª División: 2 stagioni

## Stagioni
| Stagioni | Categoria | Posizione |
| -------- | --------- | --------- |
| 2009–10  | Cat. reg. | —         |
| 2010/11  | 3ª        | 2°        |
| 2011/12  | 3ª        | 2°        |
| 2012/13  | 2ªB       | —         |

## Palmarès

### Altri piazzamenti
- Tercera División:

Secondo posto: 2010-2011, 2011-2012